# Zeigarnik-effect
Het Zeigarnik-effect is dat onafgemaakte (onderbroken) taken beter onthouden worden dan voltooide taken. 
Het werd genoemd naar de Russische psychologe Bluma Zeigarnik (1900-1988), die de eerste geheugenexperimenten deed om deze veronderstelling te toetsen. Haar promotor, de bekende Gestaltpsycholoog Kurt Lewin, was op dit idee gekomen toen hij op een terras zittend in Berlijn constateerde dat de obers goed onthielden wat er geconsumeerd was aan tafeltjes die nog niet hadden afgerekend, en vrijwel niets meer wisten van wat er gebruikt was aan tafeltjes waarmee zij al wel hadden afgerekend.
Bluma Zeigarnik deed in een Russisch laboratorium  een groot aantal geheugenexperimenten, onder verschillende condities. Over het algemeen kon zij Lewins veronderstelling bevestigen. Later ging dit de geschiedenis in als het Zeigarnik-effect. Het fenomeen raakte bekend in de populair-wetenschappelijke literatuur. Toch hielden volgende geheugenonderzoekers twijfel aan de algemene werking van dit geheugenverschil tussen afgemaakte en onafgemaakte taken. Zij voerden vele replicatie-experimenten uit en behalve in de Sovjet-Unie en de toenmalige DDR kon het genoemde effect niet gerepliceerd worden. Een van hen was de Nederlandse psychologe Annie van Bergen (1924-2003) (Later Annie Huisman-van Bergen). Zij promoveerde in 1968 aan de Universiteit van Amsterdam op een proefschrift waarin zij met een groot aantal laboratoriumexperimenten aantoonde dat het onthouden van onafgemaakte taken even vaak tot betere resultaten leidde als het onthouden van afgemaakte taken.

## Toepassingen in hetonderwijs, in de populaireliteratuurendramaturgie
Sommige onderwijskundigen hebben op basis van dit vermeende effect studenten aangeraden stof die zij moeten zien te onthouden niet volledig te leren.
Feuilletons en reeksen afleveringen van televisiedrama’s met een zogenoemde cliffhanger, een onvoltooide en spannende situatie aan het eind, zouden beter onthouden worden dan die met een voltooide situatie of handeling. 